# Sebastianskapelle (Wurmlingen)

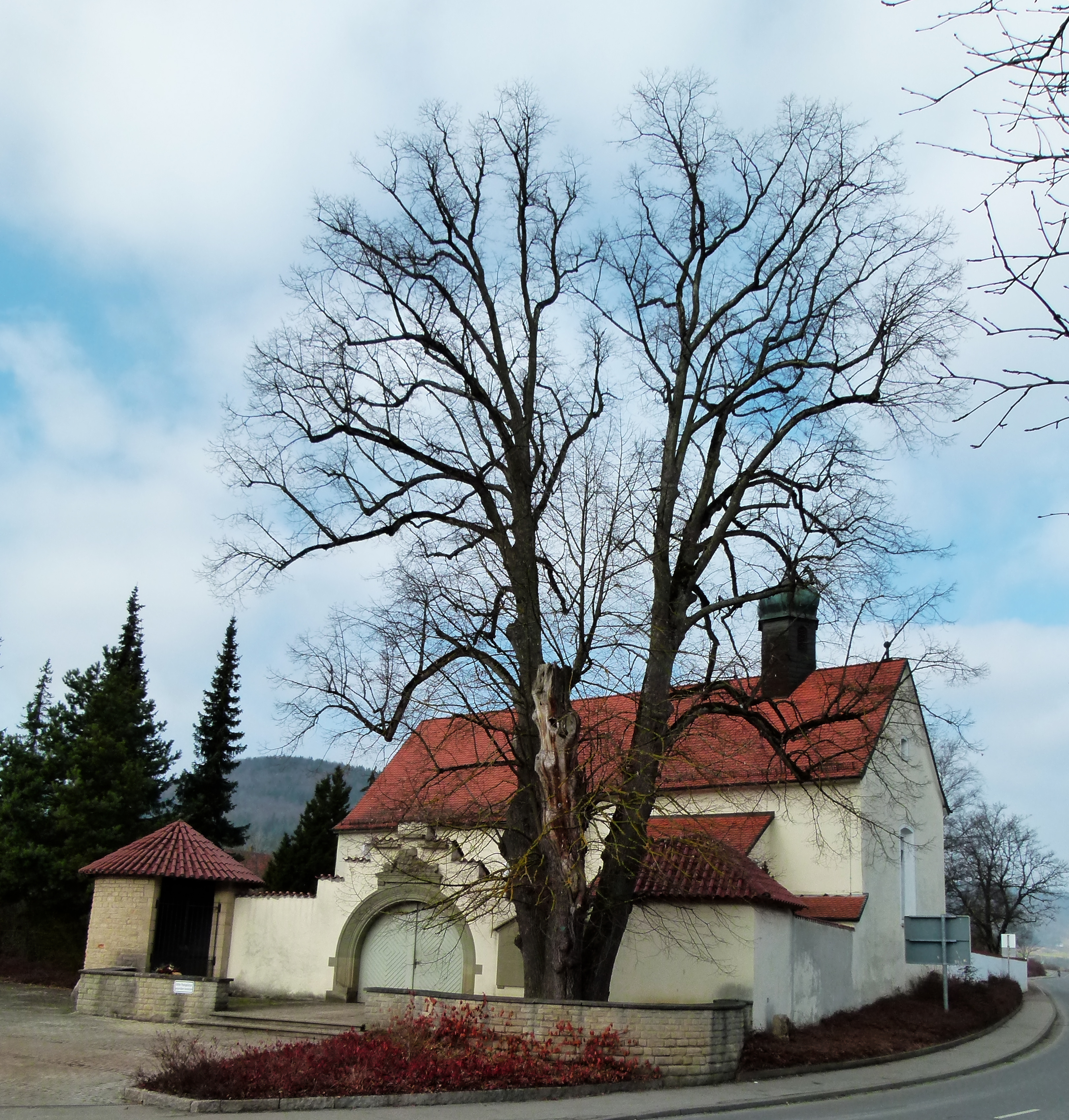
Sebastianskapelle in Wurmlingen

Die römisch-katholische Sebastianskapelle steht auf dem Friedhof von Wurmlingen, einer Gemeinde im Landkreis Tuttlingen in Baden-Württemberg. Sie gehört zur Diözese Rottenburg-Stuttgart. Das Bauwerk ist beim Landesamt für Denkmalpflege Baden-Württemberg als Baudenkmal eingetragen.

## Beschreibung
Die Kapelle wurde 1618 als Teil eines früheren Kapuzinerklosters erbaut. 1764 erfolgte der Umbau der Kapelle im Zusammenhang mit der Errichtung eines Hospizes. Sie besteht aus einem Langhaus und einem eingezogenen, gerade geschlossenen Chor im Osten unter einem gemeinsamen Satteldach, aus dem sich über dem Chor ein sechseckiger Dachreiter erhebt, der mit einer Zwiebelhaube bedeckt ist. Die Sakristei befindet sich an der Südwand des Chors. 
Zur Kirchenausstattung gehört ein Hochaltar, dessen Altarretabel mit der Darstellung der Gottesmutter und der vierzehn Nothelfer Bonaventura von Andelfingen zugeschrieben wird.